# Elite (серия игр)
Elite — серия космических симуляторов, созданная Дэвидом Брэбеном и Яном Беллом, начатая в 1984 году. Серия Elite была революционно инновационной, определяющей жанр и самой продолжительной серией космических симуляторов в истории. Серия была встречена коммерческим успехом, положительными отзывами и почти всеобщим признанием.

## Релизы
| Год              | Название                   | Платформы              | Платформы |
| Год              | Название                   | Консоли                | Компьютеры |
| Основная серия   | Основная серия             | Основная серия         | Основная серия |
| ---------------- | -------------------------- | ---------------------- | --- |
| 1984             | Elite                      | NES (PAL regions only) | BBC Micro Acorn Electron Apple II Amstrad CPC Commodore 64 ZX Spectrum MSX Tatung Einstein IBM PC compatible Acorn Archimedes |
| 1991             | Elite Plus                 | -                      | DOS |
| 1993             | Frontier: Elite II         | -                      | Amiga Amiga CD32 Atari ST DOS                                                                                                 |
| 1995             | Frontier: First Encounters | -                      | Windows OS X DOS Linux |
| 2014             | Elite Dangerous            | PlayStation 4 Xbox One | Windows OS X |
| Расширения (DLC) |                            |                        | |
| 2015             | Elite Dangerous: Horizons  | PlayStation 4 Xbox One | Windows OS X |
| 2021             | Elite Dangerous: Odyssey   | -                      | Windows OS X |
| Ответвления      |                            |                        | |
| 2016             | Elite Dangerous: Arena     | Xbox One               | Windows |

## Игры серии

### Elite
Первая игра в серии, созданная Брэбеном и Беллом. Она была опубликована компаниями Acornsoft (Acorn/BBC), Firebird (ports) и Imagineer в 1984 году. Elite была одной из первых домашних компьютерных игр, в которых использовалась каркасная 3D-графика с удалением скрытых линий и игровым процессом twitch. Включала новеллу Роберта Холдстока "Элита: темное колесо", ставшей первой новеллой, которая была включена в видеоигру для распространения. Elite считается классикой жанра в истории игр благодаря своему революционному на тот момент игровому движку с 3D-графикой и открытой игровой моделью. Из-за своей популярности Elite впоследствии была портирована практически на все компьютеры и игровые системы того времени. Elite называют "крёстным отцом космических игр", поскольку без Elite не существовало бы бесчисленного множества других космических игр.

#### Elite Plus
Elite Plus был разработан и опубликован компанией Microplay Software в 1991 году. Он был написан на языке ассемблер Крисом Сойером. Он считается модернизированной облегчённой версией оригинального Elite и доступен только для DOS.

### Frontier: Elite II
Сиквел Frontier: Elite II (1993) был разработана Дэвидом Брэбеном и опубликована GameTek и Konami. Белл принимал ограниченное участие в Elite II, но не участвовал в производстве других продолжений. Крис Сойер был дополнительным программистом и занимался ПК-конвертацией. Сойер добавил в 3D-системы отображение текстур с помощью алгоритма попиксельного построения текстур и использовал самомодифицирующийся код для увеличения скорости игры.
В 1994 году Брэбен основал студию видеоигр Frontier Developments.
В оригинальной Elite Frontier было много технических новшеств и новых функций, в том числе насыщенная 3D-графика, миссии и сложная экономика. На этот раз игрок не был прикован к орбите, а мог приземляться на планеты и исследовать их или разрабатывать рудники. Количество летающих кораблей было значительно увеличено, а также появилась новая политическая предыстория, позволяющая игроку получать звания в конкурирующих межзвездных империях. Frontier: Elite II появилась на компьютерах, совместимых с Amiga, Atari ST и IBM PC. Frontier получила почти всеобщее признание критиков видеоигр.

### Frontier: First Encounters
Третья игра под названием Frontier: First Encounters была разработана компанией Frontier и опубликована только для IBM PC в 1995 году. First Encounters был признан несовершенным во многих отношениях, с большим количеством ошибок, по-видимому, из-за того, что был опубликован в незавершенном виде. В First Encounters были внесены многочисленные исправления, затем игра была переиздана и, наконец, изъята из продажи. За этим последовал судебный иск GameTek против Дэвида Брэбена. В обеих играх использовалась реалистичная модель полета, основанная на ньютоновской механике, а не на оригинальном аркадном движке. Хотя это было более реалистично, многие игроки также находили это удручающе трудным, особенно в бою. Большинство космических торговых игр, начиная с Elite, придерживаются аркадной модели полета, в которой корабли ведут себя так, как будто они летят в атмосфере. Брэбен был руководителем проекта и участвовал в разработке форм и сюжета. Брэбен также программировал игру вместе с Крисом Сойером и 6 другими программистами.

### Elite Dangerous
Elite Dangerous была задумана ещё в 1998 году и получила предварительное название Elite 4. Первоначально она была успешно профинансирована в рамках кампании на Kickstarter в конце 2012 года, и выпущена в декабре 2014 года. Elite Dangerous добавил мультиплеер и расширил использование процедурной генерации, позволив игрокам летать и исследовать каждую неатмосферную планету определенного размера и температурного диапазона в галактике, содержащей миллиарды звезд. Elite Dangerous также предлагает как ньютоновскую модель полета, так и аркадную, причем игрок может выбирать между ними с помощью функции помощи при полете. Критики дали Elite Dangerous "в целом благоприятные отзывы" (84% положительных).

#### Elite Dangerous: Horizons
В дополнении появилась возможность приземляться на безатмосферные планеты и передвигаться на них на колёсном планетарном транспорте. С 2020 года дополнение является частью базовой Elite Dangerous и не продается отдельно.

#### Elite Dangerous: Odyssey
Основным нововведением дополнения стала возможность посещать планеты и наземные станции пешком с возможностью стрельбы от первого лица.

#### Elite Dangerous: Arena
Elite Dangerous: Arena (2016) - PvP-игра на арене с быстрыми боевыми действиями на космических кораблях. Это отдельное дополнение к режиму CQC (Ближний бой) в Elite Dangerous. Он включает в себя 4 арены и 3 режима игры (смертельный поединок, командный смертельный поединок и захват флага). В игре есть 4 летающих корабля: F63 Condor, Eagle MkII, Sidewinder MkI и Imperial Fighter с настраиваемым снаряжением. Игра была выпущена для ПК и Steam 16 февраля 2016 года. Однако к 10 февраля 2017 года версия Steam была снята с продажи из-за нехватки игроков. Она по-прежнему доступна через лаунчер Elite Dangerous.

## Награды
Серия Elite была отмечена Книгой рекордов Гиннесса: Elite (1984) стала первой игрой, в которой был представлен процедурно сгенерированный мир. Frontier: Elite II стала первой игрой, в которой были представлены процедурно генерируемые звездные системы. Frontier: First Encounters была первой игрой, которая содержала процедурно сгенерированный ландшафт и текстуры. Серия также является рекордсменом по продолжительности "серии космических симуляторов в истории".